# Calanthe leucosceptrum
Calanthe leucosceptrum är en orkidéart som beskrevs av Rudolf Schlechter. Calanthe leucosceptrum ingår i släktet Calanthe och familjen orkidéer.

## Underarter
Arten delas in i följande underarter:
- C. l. leucosceptrum
- C. l. bisubulifera